# Выровой, Захарий Иванович
Захарий Иванович Выровой (вариант Захар Иванович, агентурные клички: Захар, Орлик, Кобчик, 1879, с. Смела Черкасского уезда Киевской губернии — 2 июля 1926, Москва) — столяр, секретный осведомитель полиции, депутат Государственной думы I созыва от Киевской губернии.

## Биография
Украинец. Из крестьянской семьи села Смела Черкасского уезда Киевской губернии. Православного вероисповедания. Отбыв воинскую повинность, вернулся в Смелу. Стал рабочим, начал работать столяром в каретных мастерских, затем столяром же на Черкасском сахарном заводе.

### Образование
Получил домашнее начальное образование. В 1899 году слушал лекции по политической экономии профессора В. Я. Железнова; много читал, был знаком с произведениями Карла Маркса, Фридриха Энгельса, Фердинанда Лассаля. По сведениям современных ему биографов «очень начитан».

### Политическая деятельность
В 1899 году был привлечён по политическому делу. По своим взглядам примыкал к партии социал-демократов.

### В Государственной Думе
22 апреля 1906 года избран в Государственную думу I созыва от общего состава выборщиков Киевского губернского избирательного собрания. Во время выборов ему оказал активную поддержку большевик М. С. Урицкий, будущий председатель Петроградской ЧК.
Политическая позиция в апреле 1906 года охарактеризована как «крайний левый». Первой задачей Думы считал отмену смертной казни и полную амнистию, а затем введение 8-часового рабочего дня и решение аграрного вопроса. По одним сведениям Выровой входил в Социал-демократическую фракцию, по другим — в Трудовую группу. Сами трудовики в своем издании «Работы Первой Государственной Думы» политическую позицию Вырового характеризуют как «Т. Г. — С. Д.». Это означает, что он состоял в Трудовой группе, но с образованием в начале июня социал-демократической фракции перешёл в неё. Активный член Украинской громады в Думе.
9 июня 1906 г. подпись Вырового появилась под предложенной социал-демократами резолюцией по поводу ответа министра внутренних дел на депутатские запросы. Седьмой пункт её в частности гласил: «весь состав высшей администрации, при нынешнем и предыдущем кабинетах, подлежит суду по обвинению в ряде тяжких уголовных преступлений против жизни, имущества и чести русских граждан и в укрывательстве таких преступлений».
10 июля 1906 года в г. Выборге подписал «Выборгское воззвание», но, по-видимому, по основному Выборгскому процессу в 1907 году привлечён не был (см. ниже), так как эмигрировал во Францию по одним сведениям в 1906 году, по другим — не раньше ноября 1907.

### Секретный осведомитель полиции
Время, с которого Выровой начал сотрудничать с полицией, точно не установлено, но, предположения, что он был завербован до выборов в Думу, вероятно, имеют основания.
Осенью 1907 года Захар Выровой, в тот момент один из руководителей Украинского социал-демократического союза (Спилки), обратился к М. С. Урицкому с приглашением на конференцию Спилки руководителей Киевского комитета РСДРП. Из осторожности в разговоре с Выровым Урицкий назвал неточное место и время заседания комитета в Киеве. 29 октября, когда Урицкий появился в Киеве, он был арестован жандармами. Из их вопросов стало ясно, что по упомянутому в разговоре с Выровым неточному адресу была устроена засада, не давшая результатов. Это дало основания Урицкому заподозрить Вырового в предательстве.
Конференция Спилки прошла 30 октября 1907 года без участия членов Киевского комитета РСДРП в пригороде Киева, на станции Ирпень. На самой конференции никто из членов Спилки арестован не был, но после её окончания все участники были задержаны по одному, что привело к фактическому разгрому организации. З. И. Выровой также был арестован и заключён в Лукьяновскую тюрьму, так как, по предположению Урицкого, полиция не могла оставить его на свободе, поскольку это привело бы «рассекречиванию» Вырового как агента.
Основные сведения об осведомительстве Вырового восходят документам и показаниям заведующего Заграничной агентурой Департамента полиции А. А. Красильникова. В 1908 году и до октября 1909-го Выровой действовал под кличкой «Захар», позднее «Орлик» и «Кобчик». Его оклад, как агента, составлял 350, а позднее 400 франков ежемесячно.
В августе 1912 года Выровой работал в фирме Bollancourt, занятой постройкой аэропланов, это принесло ему материал для доноса на некоторых русских авиаторов (эсер Небудек и другие). Ещё в июле 1912 года Выровой, ссылаясь на некоторые личные причины, принял решение ехать в Россию. Причём он планировал получить от эсеров явки и адреса и помощь при переезде через границу. Выехал Выровой из Парижа в Киев только в ноябре с паспортом на имя Михаила Иваненко. В Киеве он должен был уведомить начальника местного охранного отделения письмом по адресу: Рейтерская, 5, П. Ф. Боговскому. Однако донесение Орлика за 1912 год было посвящено «Обществу активной помощи политическим каторжанам», учредителем которого он являлся сам вместе с известным анархистом Карелиным. Из донесения следует, что на собрании общества Выровой выступал противником террористических актов при освобождении арестованных. Дальнейшие сообщения Вырового касались, главным образом, «Братства вольных общинников» и съезда анархистов, который должен был состояться в 1914 году.
В том же 1914 году В. Л. Бурцев получил сведения о провокации среди анархистов. Заподозрен был, однако, не Выровой, а — Николай Музиль (Рогдаев). Это было подстроено самим Выровым, он остроумными тактическими ходами разбивал группу анархистов-коммунистов, начавших подозревать в предательстве друг друга. Члены группы в поисках предателя стали бросать в глаза друг другу обвинения в провокации. По этому поводу Красильников с удовлетворением доносил Департаменту полиции: «Дело Рогдаева привело к тому, что существование соорганизовавшейся парижской федерации анархистов-коммунистов можно считать законченным». Вскоре после «дела Рогдаева» Выровой покинул эту группу анархистов.
Весной 1915 года, получив на дорогу 500 франков, З. И. Выровой выехал в Россию для отбывания воинской повинности. 12 марта 1915 года Красильников в телеграмме характеризовал Вырового, как преданного делу, заслуживающего доверия агента: «Орлик — эсер, состоял в близких отношениях с Карелиным и группами анархического направления, особого положения в группе не занимал. <…> Намерен продолжать сотрудничество, если позволят условия службы и получит на то соответствующие указания». Жене Вырового, оставшейся в Париже, после его отъезда в течение года выплачивалось по 200 франков ежемесячно.

### «Последний выборжец»
167 из 180 человек, подписавших «Выборгское воззвание» были осуждены на основном процессе по этому делу в декабре 1907 года, большинство из них отбыли наказание в мае-августе 1908. В мае 1915 года по делу о «Выборгском воззвании» З. И. Выровый был задержан последним и осуждён на 2 месяца тюрьмы. Это дало основания прессе назвать его «последним выборжцем».

### Советский период и гибель
Известно, что в советское время Выровой жил в Таганроге, работал столяром на Таганрогском заводе Лебедева.
13 мая 1926 года арестован. 28 июня 1926 года приговорён Коллегией ОГПУ по обвинению в негласном сотрудничестве с царской охраной к расстрелу. Расстрелян 2 июля 1926, похоронен на территории Яузской больницы.
5 апреля 1993 года реабилитирован.